# Carlos Fabián Maldonado
Carlos Fabián Maldonado   (Montevideo, 30 de juliol de 1963) és un exfutbolista veneçolà de la dècada de 1980.
Fou 20 cops internacional amb la selecció de Veneçuela.
Pel que fa a clubs, fou jugador, entre d'altres, de Fluminense FC, Deportivo Armenio i Unión Atlético Táchira.
Trajectòria com a entrenador:
- 2001-2003: Nacional Táchira
- 2004: Mineros de Guayana
- 2004-2006: UA Maracaibo
- 2007-2010: Deportivo Táchira
- 2010-2012: Mineros de Guayana
- 2013: Aragua